# Gaúcho da Fronteira
Heber Artigas Armua Fróis (Laureles, Tacuarembó, 23 de junio de 1947), más conocido como Gaúcho da Fronteira, es un músico uruguayo naturalizado brasileño, uno de los intérpretes más destacados de la música gaúcha.

## Biografía
Comenzó a tocar guitarra, acordeón y bandoneón en su infancia.
En 1968 entró al grupo «Os Vaqueanos» con los cuales grabó algunos discos. En 1975 grabó su primer disco solista el cual tituló «Gaúcho da Fronteira» reafirmándose como un representante de la música tradicional de la región pampeana.
En la década de 1980 sus canciones se popularizaron a lo largo de Brasil. En la década de 1990 volvió a tocar manifestaciones musicales tradicionales brasileñas y lanzó en 1999 el CD "Forronerão" junto al grupo Brasas do Forró.

## Discografía

### Álbumes de estudio
- Gaúcho da Fronteira (Beverly. 1975)
- Mensagem do Sul (Copacabana. 1976)
- Meu Rastro (Rodeio/WEA. 1980)
- Isto Que é Gaiteiro Bom (Rodeio/WEA. 1981)
- Gaita Companheira (Rodeio/WEA. 1984)
- Na Base do Varifum (WEA/Warner Music. 1985)
- Rio Grande de Sempre (WEA. 1986)
- O Toque do Gaiteiro (WEA. 1987)
- Gaiteiro, China e Cordeona (Chantecler. 1988)
- Gaitaço (Chantecler. 1990)
- Acordes Orientais (Chantecler. 1991)
- Pêlo Duro (Chantecler. 1992)
- Tão Pedindo um Vanerão (Chantecler/Warner Music. 1994)
- Amizade de Gaiteiro (Continental/East West. 1996)
- Xucro de Campanha (Warner Music. 1998)
- Canta Para Elas (Continental/East West. 2000)
- Para Sempre: Gaúcho da Fronteira (EMI. 2002)
- Balança Brasil (2002)
- Bailão do Gaúcho da Fronteira (2002)
- De Vanerão a Chamamé (Atração Fonográfica. 2007)
- Gaúcho Doble Chapa (Gravadora ACIT. 2008)

### Álbumes en vivo
- Forronerão ao Vivo (junto a Brasas do Forró. Warner Music. 1999)

### Colectivos
- Gaúcho Negro (Som Livre. 1991)
- Seleção de Ouro (2001)
- 30 Anos de Sucesso (2005)